# 昌北県
昌北県（しょうほく-けん）は中華人民共和国遼寧省にかつて存在した県。現在の鉄嶺市昌図県北部に相当する。

## 歴史
1948年（民国37年）、中国共産党により昌図県北部に分割設置された。1954年に廃止となり、昌図県に再編入された。